# Karl Colonna von Fels
Karl Colonna Reichsgraf von Fels (* 1678 in Wien; † 14. September 1713 in Heidelberg, Kurpfalz) war ein kurbayerischer und kaiserlicher General der Kavallerie, Generalfeldwachtmeister sowie Hofkriegsrat. Von 1705 bis 1713 war er Inhaber des kaiserlichen Dragoner-Regiments Nr. 11.

## Leben
Karl Colonna von Fels entstammte dem Adelsgeschlecht Colonna von Fels. Im Spanischen Erbfolgekrieg kommandierte er am 8. September 1702 als kurbayerischer General die Truppen beim Überfall auf Ulm. Darauf trat er als kaiserlicher Generalfeldwachtmeister in kaiserliche Dienste über. 1705 erhielt er von Prinz Eugen von Savoyen das Kommando über ein eigenes Dragoner-Regiment. 1708 führte er die Kaiserlichen zur Mosel-Armee. 1709 zeichnete er sich beim Gefecht von Saluzzo aus. Zum Feldmarschallleutnant befördert, befehligte er die Reiterei in Turin. Am 12. März 1709 wurde er zum General der Kavallerie erhoben und im Winter 1709/10 zum Kommandanten der kaiserlichen Truppen in den Niederlanden. Nach dem Abzug Prinz Eugens übernahm er das Kommando über die alliierten Truppen. 1712 erhob ihn der Kaiser zusammen mit seinem Bruder, dem Domherrn von Salzburg und Passau, Gustav Colonna von Fels, in den Reichsgrafenstand. Er starb 1713 und wurde in der Heidelberger Kapuzinerkirche beigesetzt. Der Kaiser verlieh das Dragoner-Regiment darauf am 14. November 1713 dem Herzog Eberhard Ludwig von Württemberg.

## Familie
Karl Colonna von Fels heiratete am 14. Mai 1711 in Nancy Maria Anna Prinzessin von Mansfeld (* 16. Oktober 1680; † 16. Januar 1724), Tochter des Reichsfürsten und Generalfeldmarschalls Heinrich Franz von Mansfeld. Aus der Ehe gingen die Kinder Franz und Theresia hervor.